# Owen Nolan
Owen Liam Nolan, född 12 februari 1972 i Belfast, Nordirland, är en kanadensisk före detta professionell ishockeyspelare av brittisk härkomst. Han växte upp i Thorold, Ontario, Kanada. Han spelade för NHL-klubbarna Quebec Nordiques, Colorado Avalanche, San Jose Sharks, Toronto Maple Leafs, Phoenix Coyotes, Calgary Flames och Minnesota Wild.

## Spelarkarriär
Nolan var en power forward och har på grund av den hårda spelstil som det medför kämpat med skador genom hela karriären.
Han draftades först av alla i NHL-draften 1990 av Quebec Nordiques och spelade för laget fram till början av säsongen 1995–96, då Quebec Nordiques flyttats till Denver i Colorado och blivit Colorado Avalanche, när han blev bortbytt till San Jose Sharks i utbyte mot backen Sandis Ozolinsh. Under tiden i Sharks blev han utnämnd till lagets kapten och gjorde sin poängmässigt bästa säsong 1999–00 då han stod för 84 poäng och kom på delad andra plats i målligan med sina 44 mål. Precis innan bytesstoppet 2003 blev Nolan på nytt bortbytt, denna gång till Toronto Maple Leafs som gav Alyn McCauley, Brad Boyes och sitt förstaval i sommarens NHL-draft i utbyte. Nolans sejour i Toronto var dock misslyckad, han kämpade mot flera skador och spelade aldrig på samma nivå som han gjort i San Jose.
Nolan har blivit uttagen att delta i NHL:s årliga All Star-match säsongerna 1991–92, 1995–96, 1996–97, 1999–00 och 2001–02. Under All Star-matchen 1997 gjorde han ett hattrick.
Under 2005–06 tog Nolan ledigt för att läka sina skadade knän. Lagom till slutspelsspurten indikerade Nolan att flera lag, inklusive San José, försökte värva honom men han valde att inte spela. Han angav att anledningen var dels att han ville vara fullt återställd när han började spela för att förhindra en ny skada och dels att han ansåg att han var skyldig laget det.
Sommaren 2006 var Nolan free agent och kunde gå till vilket lag han ville. Efter att ha övervägt flera klubbar valde han att skriva på ett ettårskontrakt värt 1 miljon dollar med Phoenix Coyotes.
2 juli 2007 skrev Nolan på för Calgary Flames som free agent och 22 oktober samma år spelade han sin tusende NHL-match.
30 januari 2008 gjorde Nolan sitt första hattrick sedan 1999 efter att ha gjort tre mål mot sitt gamla lag San Jose Sharks i en 5-4-vinst. Hattricket var Nolans elfte under karriären och han blev utsedd till matchens bästa spelare.
6 juli 2008 skrev Nolan på ett tvååskontrakt med Minnesota Wild.
Den 8 februari 2012 meddelade Nolan officiellt att han avslutar sin karriär.

## Utmärkelser
- 1988–1989: OHL - Emms Family Award (årets rookie)
- 1989–1990: OHL - uttagen i första All Star-laget
- 1989–1990: OHL - Jim Mahon Memorial Trophy (Flest mål av en högerforward under säsongen)
- 1991–1992: Spelade i NHL:s årliga All Star-match
- 1995–1996: Spelade i NHL:s årliga All Star-match
- 1996–1997: Spelade i NHL:s årliga All Star-match
- 1999–2000: Spelade i NHL:s årliga All Star-match
- 2001–2002: Olympisk guldmedaljör med Kanada
- 2001–2002: Spelade i NHL:s årliga All Star-match

## Statistik

### Klubbkarriär
| 1988–89    | Cornwall Royals                  | OHL        | 62   | 34  | 25  | 59  | 213  | 18 | 5  | 11 | 16 | 41 |
| 1989–90    | Cornwall Royals                  | OHL        | 58   | 51  | 60  | 111 | 240  | 6  | 7  | 5  | 12 | 26 |
| 1990–91    | Halifax Citadels                 | AHL        | 6    | 4   | 4   | 8   | 11   | –  | –  | –  | –  | –  |
| 1990–91    | Quebec Nordiques                 | NHL        | 59   | 3   | 10  | 13  | 109  | –  | –  | –  | –  | –  |
| 1991–92    | Quebec Nordiques                 | NHL        | 75   | 42  | 31  | 73  | 183  | –  | –  | –  | –  | –  |
| 1992–93    | Quebec Nordiques                 | NHL        | 73   | 36  | 41  | 77  | 185  | 5  | 1  | 0  | 1  | 2  |
| 1993–94    | Quebec Nordiques                 | NHL        | 6    | 2   | 2   | 4   | 8    | –  | –  | –  | –  | –  |
| 1994–95    | Quebec Nordiques                 | NHL        | 46   | 30  | 19  | 49  | 46   | 6  | 2  | 3  | 5  | 6  |
| 1995–96    | Colorado Avalanche               | NHL        | 9    | 4   | 4   | 8   | 9    | –  | –  | –  | –  | –  |
| 1995–96    | San Jose Sharks                  | NHL        | 72   | 29  | 32  | 61  | 137  | –  | –  | –  | –  | –  |
| 1996–97    | San Jose Sharks                  | NHL        | 72   | 31  | 32  | 63  | 155  | –  | –  | –  | –  | –  |
| 1997–98    | San Jose Sharks                  | NHL        | 75   | 14  | 27  | 41  | 144  | 6  | 2  | 2  | 4  | 26 |
| 1998–99    | San Jose Sharks                  | NHL        | 78   | 19  | 26  | 45  | 129  | 6  | 1  | 0  | 1  | 6  |
| 1999–00    | San Jose Sharks                  | NHL        | 78   | 44  | 40  | 84  | 110  | 10 | 8  | 2  | 10 | 6  |
| 2000–01    | San Jose Sharks                  | NHL        | 57   | 24  | 25  | 49  | 75   | 6  | 1  | 1  | 2  | 8  |
| 2001–02    | San Jose Sharks                  | NHL        | 75   | 23  | 43  | 66  | 93   | 12 | 3  | 6  | 9  | 8  |
| 2002–03    | San Jose Sharks                  | NHL        | 61   | 22  | 20  | 42  | 91   | –  | –  | –  | –  | –  |
| 2002–03    | Toronto Maple Leafs              | NHL        | 14   | 7   | 5   | 12  | 16   | 7  | 0  | 2  | 2  | 2  |
| 2003–04    | Toronto Maple Leafs              | NHL        | 65   | 19  | 29  | 48  | 110  | –  | –  | –  | –  | –  |
| 2004–05    | Spelade inte på grund av lockout | NHL        | –    | –   | –   | –   | –    | –  | –  | –  | –  | –  |
| 2005–06    | Spelade inte                     | –          | –    | –   | –   | –   | –    | –  | –  | –  | –  |    |
| 2006–07    | Phoenix Coyotes                  | NHL        | 76   | 16  | 24  | 40  | 56   | –  | –  | –  | –  | –  |
| 2007–08    | Calgary Flames                   | NHL        | 77   | 16  | 16  | 32  | 71   | 7  | 3  | 2  | 5  | 2  |
| OHL totalt | OHL totalt                       | OHL totalt | 120  | 85  | 85  | 170 | 453  | 24 | 12 | 16 | 28 | 67 |
| AHL totalt | AHL totalt                       | AHL totalt | 6    | 4   | 4   | 8   | 11   | –  | –  | –  | –  | –  |
| NHL totalt | NHL totalt                       | NHL totalt | 1068 | 381 | 426 | 807 | 1727 | 65 | 21 | 19 | 40 | 66 |